# Riu de Montaup
Barranc de Montaup, katalanska Riu de Montaup, är ett vattendrag i Andorra.   Det ligger i parroquian Canillo, i den centrala delen av landet. Vattendraget mynnar i Riu Valira d'Orient.
I trakten runt Riu de Montaup växer i huvudsak gräsmarker.